# Vahl-Ebersing
Vahl-Ebersing – miejscowość i gmina we Francji w departamencie Mozela, w regionie Lotaryngia. Według danych na rok 2009 gminę zamieszkiwały 554 osoby.